# Тиран (персонаж)
Тиран (англ. Tyrant) — кодовое имя серии персонажей-боссов в играх и фильмах франшизы Resident Evil, созданной компанией Capcom.
Впервые персонаж появился в 1996 году в оригинальной игре Resident Evil. С момента своего первого появления они стали самыми узнаваемыми и популярными существами франшизы.
Персонажи являются суперсолдатами, созданными путём биоинженерии корпорацией Umbrella с целью получить контролируемое биологическое оружие.

## Появления

### ВResident Evil
Игровая серия содержит много видов Тиранов, появившихся в результате различных экспериментов. После открытия вируса 'Прародитель' (англ. Progenitor), основатели корпорации Umbrella стремятся создать биоорганическое оружие, одновременно мощное и способное следовать приказам. До событий, описанных в Resident Evil Zero, Umbrella использовала вирус «Прародитель», чтобы создать вирус «Тиран» (T-вирус), который по их мнению, может быть использован для производства мощных организмов. Проблема совместимости вируса с человеком остановила проект, так как только люди с весьма редкой генетикой способны превращаться в мощные и управляемые формы жизни. Umbrella, в конце концов, преодолела и эту преграду, прибегнув к использованию клонов Сергея Владимира, одного из своих руководителей, который оказывается генетически совместимым. События Resident Evil Zero и Resident Evil рассказывают о начальных прототипах Тиранов, T-001 и T-002. И хотя эти два прототипа Тирана потерпели поражение в своём первом же бою, корпорации удаётся собрать и использовать боевые данные этих поражений для производства других, более эффективных Тиранов. В течение всей серии были созданы многочисленные тираны, каждый со своими собственными определяющими характеристиками. Обновлённая версия Тирана также существовала в разрабатываемой версии Resident Evil 5, но из окончательной версии игры его вырезали.
Тираны последовательно изображались как гротескные и жестокие бесчеловечные существа, но их интеллект менялся. Первые два Тирана, появлявшиеся в Resident Evil Zero и Resident Evil, показаны как неразумные. Тогда как модель «T-103» (более известный как «Мистер Икс» , а иногда и как «Плащ») в игре Resident Evil 2 и модель «T-Типа Немезис» в Resident Evil 3: Nemesis обладают некоторым интеллектом и способностью выполнять конкретные инструкции. Оружие, используемое Тиранами также разнообразно. Например, большинство Тиранов в серии полагается на чисто физическую силу, чтобы подчинить противников, однако Немезис может использовать для стрельбы с плеча портативную ракетную установку (и даже пулемёт в Operation Raccoon City). А Тиран проекта «T-ALOS» (англ. Tyrant-Armored Lethal Organic System, в игре Resident Evil: The Umbrella Chronicles) имеет реактивную систему залпового огня, закреплённую на плече. Мутировавший же Морфеус Д. Дювалль (Resident Evil: Dead Aim) обладает биоэлектрическими способностями. В ремейке Resident Evil 3 2020 года была показана лаборатория, содержащая многочисленные дефектные версии Тирана.

### В других играх
Вне серии Resident Evil, есть карта Тирана в SNK vs. Capcom: Card Fighters Clash (версия для Nintendo DS). В игре Marvel vs. Capcom 2 Джилл Валентайн имеет особое движение, которое вызывает Тирана. Прототип Тирана появляется на заднем плане арены «Лаборатория Tricell» в игре Marvel vs. Capcom 3: Fate of Two Worlds; Тиран рассматривался вначале как дополнение, в качестве игрового персонажа, но был отклонён в связи с опасениями о изменении ESRB рейтинга игры. Тиран Немезис был позже добавлен в качестве игрового персонажа в Ultimate Marvel vs. Capcom 3.

### В других медиа
В новеллах и комиксах Resident Evil также появляются Тираны. А в третьем художественном фильме франшизы, Обитель зла 3, Доктор Александр Айзекс, после укуса улучшенного зомби, пытается подчинить себе свою мутацию, но его убивают за неподчинение и он сразу же возрождается как Тиран. По сравнению с Тиранами из серии игр, Айзекс сохраняет свои умственные способности и индивидуальность даже после мутации.

### В товарах
Несколько экшен-фигурок Тирана были представлены различными производителями, включая: Toy Biz в 1998 году (фигурки T-002 и Mr. X), Moby Dick Toys в 2001 году (четыре фигурки Тирана модели T-103), Palisades Toys в 2001 году (Mr. X) и в 2002 году (T-002), а также NECA в 2007 году (T-002). Также выпускались из различных материалов фигурки T-002 из Umbrella Chronicles (масштаб 1:6, 35 см). Обе были представлены Gaya Entertainment и Organic, в 2008 году. В 2011 году появились несколько карт с Тираном (так называемые «заражённые» карты) в игре от Bandai.

## Отзывы и критика
В 2009 году IGN включил Тиранов в перечень лучших боссов серии Resident Evil, лучшие злодеи сериала (выбор читателей), и среди 12 персонажей и существ, которых бы сотрудники IGN хотели увидеть в Resident Evil 6, заявив, что «Почти такой же отличительной чертой франшизы как зомби, является Тиран. (…) Resident Evil должен быть ужасающим опытом, и много ужаса объясняется тем, что против игроков действуют враги, которые полностью превосходят их. Это в двух словах о Тиране.» В 2010 году IGN также включил «любой тип Тирана» в список-мечту для Marvel vs. Capcom 3.
В 2011 году PSU.com добавил, в честь 15-летия сериала, трёх Тиранов (T-Тип 002, Немезиса и Mr. X) в свой список «семь злобных боссов». В 2000 году Тиран получил от GameSpot десятое место в списке «лучших злодеев во всех видеоиграх». А некоторые также выделяли Тирана модели Т-103 (Mr. X), для отдельного признания. Так, PlayStation Universe в 2010 году включили сцену, с ломающейся кирпичной стеной из Resident Evil 2, в свой топ-10 под оригинальным названием «pant-wetting PlayStation moments». А в 2011 году журнал Empire назвал его 39-м среди «величайших персонажей видеоигр в целом».